# (12893) Mommert
(12893) Mommert est un astéroïde de la ceinture principale.

## Description
(12893) Mommert est un astéroïde de la ceinture principale. Il fut découvert le 26 août 1998 à Caussols par le projet ODAS. Il présente une orbite caractérisée par un demi-grand axe de 2,83 UA, une excentricité de 0,07 et une inclinaison de 2,3° par rapport à l'écliptique.

## Compléments